# سفارت اندونزی در کیف
سفارت اندونزی در کیف (به لاتین: Embassy of Indonesia) یک منطقهٔ مسکونی و نمایندگی سیاسی این کشور در اوکراین است که در کیف (اوکراین) واقع شده‌است.